# Katharine Blunt
Katherine Blunt (Filadelfia, 28 maggio 1876 – 29 luglio 1954) è stata una chimica e nutrizionista statunitense, specializzata nei settori dell'economia domestica, della chimica degli alimenti e della nutrizione.
La maggior parte delle sue ricerche riguardava l'alimentazione, ma ha anche apportato grandi miglioramenti alla ricerca sul metabolismo del calcio e del fosforo e sul metabolismo basale di donne e bambini. Ha ricoperto il ruolo di terzo presidente del Connecticut College.

## Biografia
Katharine Blunt nacque il 28 maggio 1876 a Filadelfia, in Pennsylvania, figlia di Stanhope e di Fanny Smyth, ed era la maggiore di tre figlie. Il geologo Charles Henry Smyth, Jr. era un suo cugino di primo grado.
Blunt frequentò la Porter School di Springfield, Massachusetts, poi si iscrisse al Vassar College, e studiò chimica. Nel 1898 conseguì la laurea in Arte e fu eletta Phi Beta Kappa. Dopo quattro anni a casa, si iscrisse al Massachusetts Institute of Technology (MIT) nel 1902. Blunt conseguì il suo dottorato in chimica organica presso l'Università di Chicago nel 1907.

## Carriera

### Dirigenza
Per un anno Blunt è stata un'istruttrice di chimica al Pratt Institute di Brooklyn, New York, poi è ritornata al Vassar College nel 1908 come istruttrice di chimica. Nel 1913, Blunt lasciò nuovamente il Vassar, questa volta per un posto come assistente professore nel dipartimento di economia domestica dell'Università di Chicago. Successivamente fu promossa a professore associato nel 1918 e alla fine divenne professore ordinario e presidente del dipartimento di economia domestica nel 1925. Mentre era la presidente, il dipartimento è cresciuto fino a diciassette membri del personale e ha fatto nascere ricercatori, amministratori e nutrizionisti.
Blunt era preoccupata che l'economia domestica non sarebbe diventata una professione affermata, così lavorò per renderla un soggetto adeguato di istruzione e per pianificare un curriculum scientifico per la formazione di professionisti. Nel 1928, la Associazione Americana di Economia Domestica osservò che l'amministrazione della Blunt aveva migliorato la qualità del lavoro post laurea nel campo, e che la sua devozione per le attività di ricerca avevano fornito un inestimabile esempio per gli studenti. Nel 1930, Blunt lavorò come editore dell'Università di Chicago per una rubrica di Economia Domestica, prima di diventare presidente del Connecticut College.

### Università del Connecticut
Nel 1929 la Blunt fu nominata come terzo, e come la prima donna, presidente del Connecticut College per Donne, un college quadriennale di arti liberali. Come presidente, Blunt fece dei miglioramenti che portarono all'accreditamento del college nel 1932. Nei suoi quindici anni come presidente, i dormitori, il corpo studentesco e la facoltà aumentarono. Il curriculum fu trasformato. Blunt acquisì sovvenzioni e borse di studio. Nel 1934 fu aperto il Connecticut College Arboretum e nel 1939 fu fondato il Palmer Auditorium. Nel 1943 andò in pensione, all'età di 67 anni, ma fu richiamata come presidente nel 1945 su richiesta del Consiglio di Fondazione. Blunt ricoprì quella posizione per un altro anno.

## Borsa di studio e ricerca
Dal 1917 al 1918, Blunt lavorò per il Dipartimento dell'Agricoltura degli Stati Unito e per la Food Administration, preparando opuscoli sulla conservazione degli alimenti. Gli opuscoli furono successivamente pubblicati sotto forma di libro di testo intitolato Food and the War. Durante la stesura di questi opuscoli, la Blunt continuò a pubblicare articoli sulla chimica alimentare e sulla nutrizione su riviste accademiche. La pubblicazione di Ultra-Violet Light and Vitamin D in Nutrition, una sintesi della ricerca sul campo, scritta con Ruth Cowan fu pubblicata nel 1930. Durante questo periodo, pubblicò degli scritti sull'educazione delle donne. La Blunt credeva che "i giorni in cui l'istruzione universitaria è limitata con il campus sono finiti" e che le donne "con la loro fiducia nella forza dell'istruzione e la loro fresca energia politica, possono fare molto per servire la democrazia che le ha aiutate."

## Morte
Dopo che la Blunt andò in pensione dal Connecticut College, viaggiò molto e poi morì di embolia polmonare, il 29 luglio 1954, [dove?], mentre stava guarendo da una frattura dell'anca. Fu sepolta due giorni dopo, il 31 luglio 1954, a Springfield, nel Massachusetts.

## Pubblicazioni
- Blunt, Katharine & Bertram, E. Mary (1936). Le perdite di calcio nella cottura dei cavoli. Oregon: Oregon State Agricultural College[6]
- Blunt, Katharine, Ultraviolet light and vitamin D in nutrition, Chicago, University of Chicago Press, 1930, OCLC 701695607.
- Katharine Blunt & C. Moore, Studi sperimentali della vitamina A: alcuni effetti clinici e anatomici nei cuccioli e nei ratti. Portland, Oregon, 1923.[7]
- Katherine Blunt, Il cibo e la guerra: un libro per lezioni universitarie, Boston, Houghton Mifflin, 1918, OCLC 597517316.

## Premi e riconoscimenti
- 1905-1906: The Mary Richardson e Lydia Pratt Babbott Fellowship, 1905-06;
- 1936: Doctors of Laws, Wesleyan University;[8]
- 1937 Doctors of Law, Mt. Holyoke College;
- 1943 Doctors of Laws, Connecticut College;
- 1941 Eccezionale laureato, Università di Chicago;
- 1949 Premio per la cittadinanza, Club maschile della Congregazione Beth El;
- 1952 Premio per la Cittadinanza, Connecticut Grand lodge, Sons of Italy;
- 1954, Membro dell'American Chemical Society;
- 1954, Borsista dell'American Association for the Advancement of Science.

## Eredità
Quando la Blunt morì, lasciò un condominio al n.640 di Williams Street nel Connecticut College. Nel 1946 fu annunciato che uno dei nuovi dormitori del Connecticut College sarebbe stato nominato in onore di Katharine Blunt. Katharine Blunt House (più spesso indicata come "KB") si trova nel campus nord dei dormitori del College e ospita studenti di tutti i sessi e anni di corso.